# Véronique Delbourg
Véronique Delbourg (* 8. September 1959) ist eine ehemalige französische Schauspielerin.

## Leben
Ihren größten Erfolg feierte die damals noch minderjährige Schauspielerin mit dem 1975 gedrehten Film Her mit den kleinen Engländerinnen, in dem sie eine 15-jährige Schülerin spielt, die ihre ersten amourösen Erfahrungen sammelt.
Letztmals wirkte sie in dem 1992 uraufgeführten Film  La place du père mit, bevor sie sich aus dem Filmgeschäft zurückzog. Sie ist heute mit dem vollständigen Namen Véronique Delbourg Selinger als Psychotherapeutin tätig und lebt in Neuilly-sur-Seine.

## Filmografie (Auswahl)

### Spielfilme
- 1976: Her mit den kleinen Engländerinnen (Á nous les petites Anglaises!)
- 1978: Leidenschaftliche Blümchen
- 1978: Herzflimmern in St. Tropez
- 1980: Fantomas
- 1984: Großstadthölle – Gehetzt und gejagt (Les fauves)
- 1991: Benjamin
- 1992: La place du père

### Fernsehserien
- 1980: Fantomas
- 1981: Unter der Trikolore
- 1987: Julien Fontanes, Untersuchungsrichter